# Березневий Заєць
Березневий Заєць (Хайга — у Задзеркаллі) — персонаж, найбільш відомий своєю появою у сцені чаювання у книзі Льюїса Керролла 1865 року «Аліса у Дивокраї».
Головна героїня, Аліса, будує гіпотези,
«Березневий заєць буде найцікавішим, і, можливо, оскільки це травень, він не буде таким божевільним — принаймні, не таким божевільним, як у березні»
«Божевільний, як березневий заєць» — поширена фраза британської англійської мови, як зараз, так і за часів Керролла, яка з'явилася у збірці прислів'їв Джона Хейвуда, опублікованій у 1546 році. В «Анотованій Алісі» Мартіна Ґарднера повідомляється, що це прислів'я ґрунтується на народному уявленні про поведінку зайців на початку довгого сезону розмноження, який у Британії триває з лютого по вересень. На початку сезону несприйнятливі самки часто використовують передні лапки, щоб відлякувати надмірно захоплених самців. Раніше вважалося, що ці сутички відбуваються між самцями, які борються за першість у розмноженні
Як і друг персонажа, Капелюшник, Березневий Заєць змушений завжди поводитися так, ніби зараз час чаю, тому що Капелюшник нібито «вбив час», співаючи для Чирвової Королеви. На ілюстрації сера Джона Тенніела він також зображений із соломою на голові, що було поширеним способом зображення божевілля у вікторіанські часи. Березневий Заєць пізініше з'являється на суді над Червовим валетом, і востаннє як «Хейга» (що вимовляється в риму з «мер», згідно з Керроллом, і є омофоном слова «заєць» з неритмічним акцентом), особистий посланець Білого Короля в Задзеркаллі (Аліса або не впізнає в ньому Березневого Зайця з її попереднього сну, або вирішує не коментувати це).

## Основні образи

### Анімаційний фільм Діснея
В анімаційному фільмі Діснея «Аліса в Країні Чудес» Березневого Зайця на чаюванні зображено розгубленим і збентеженим. Він неодноразово пропонує Алісі чашку чаю, але розгублено висмикує чашку з її рук або забирає її з рук саме тоді, коли вона збирається пити. Його озвучив Джеррі Колонна, за яким змоделювали його зовнішність і характер. Його анімацією займався Ворд Кімбелл.
Ця версія персонажа також була напіврегулярним гостем «Божевільних» і одним із гостей «Будинку миші», його часто бачили сидячим разом із Божевільним Капелюшником. Під час цих появ Березневого Зайця озвучували Джессі Корті та Моріс ЛаМарш.
У низці відеоігор (серія Kingdom Hearts) Березневий Заєць з'являється в епізодичній ролі на картині у саду чаювання у відеогрі Kingdom Hearts 2002 року та її продовженні 2009 року випуску Kingdom Hearts 358/2 Days. Пізніше він з'явився у грі Kingdom Hearts χ 2013 року.

### «Аліса в країні чудес»Тіма Бертона
Березневий Заєць з'являється у фільмі Діснея «Аліса в Країні Чудес» 2010 року, його озвучує Пол Вайтгаус. Його повне ім'я — Теккері Ервікет; але у фільмі воно не згадується. У фільмі Березневий Заєць поводиться так, ніби постійно нервує і повністю марить. У фільмі він працює кухарем, і те, як він ексцентрично кидається посудом і каструлями, свідчить про те, що він є поєднанням Березневого Зайця і кухаря з оригінальної книги Льюїса Керролла. Березневий Заєць має сильний шотландський акцент у цьому фільмі, тоді як його друг Божевільний Капелюшник (якого грає Джонні Депп) також переходить на шотландський акцент, коли його емоції напружені. Вперше ми бачимо його у сцені «Чаювання», яка відбувається на його вітряку «Заячий дім». Теккері влаштовує чаювання, яке він розділяє із Божевільним Капелюшником Таррантом Хайтопом, соньком Маллімкуном та Чессом Чеширським Котом. Він вдруге з'являється на кухні Білої Королеви, несамовито готуючи їжу та кидаючись посудом. Втретє він з'являється у сцені Дня Фраб'юса, де стоїть разом з іншими персонажами з ополоником як зброєю, знервований і ніби готовий до бою. Бертон стверджував, що оскільки Вайтхаус — чудовий комедійний актор, багато його реплік з'явилося в результаті імпровізації
Березневий заєць з'являється на вечірці «Mad T Party» у каліфорнійському парку пригод Діснея. Він заснований на інтерпретації фільму 2010 року і грає на бас-гітарі. Його часто можна побачити на сцені разом із сонькою Маллімкуном.

## У популярній культурі
- Березневого зайця зіграв Чарлі Рагглз у фільмі «Аліса в Країні чудес».
- У міні-серіалі «Аліса» телеканалу SyFy Березневого Зайця представляє персонаж Божевільний Березень, улюблений убивця Королеви. Королева часто вбивала його, в результаті чого його голова загубилася, і Тесля замінив її головою робота-кролика. Незважаючи на це, Божевільний Березень все ще залишається самим собою, грубим і (як і подобалося Королеві) маніяком-убивцею.
- Березневий Заєць є головним антагоністом в оповіданні «Якось у казці» у графічному романі «Одного разу в минулому: з минулого» .
- У пісні під назвою «We Have Heaven» британської рок-групи Yes від початку до кінця співається лірична мантра «Скажи Місячному псові, скажи Березневому кролику…».
- У грі American McGee's Alice Березневий Заєць зображений як жертва божевільних експериментів Божевільного Капелюшника. І Заєць, і Сонька перетворились на кіборгів із годинниковими механізмами. Він також з'являється у сиквелі «Аліса: божевілля повертається», де він разом із Сонею зраджують Капелюшника, щоб допомогти Лялькарю в його планах побудувати пекельний поїзд.
- У відеоігровій адаптації «<i id="mwfw">Аліси в Країні чудес</i>» Тіма Бертона Текері Вухастик — персонаж, яким можна грати. Він використовує свій телекінез, щоб перемогти Бузогриза.
- У манзі «Аліса в країні сердець» березневий заєць називається Елліот Марч і є правою рукою Блада Дюпре (Капелюшника). Він не божевільний чи божевільний, але має досить жорстоке ставлення, майже вбивши Алісу зі свого довгоствольного пістолета, перш ніж його зупинив Блад.
- У манзі «Аліса в Країні Сердець» Березневого Зайця звуть Еліот Марш, і він є правою рукою Блад Дюпре (Капелюшника). Він має здатність імітувати смерть, що допомагає Рейму втекти від нападників і виявився настільки реалістичним, що навіть його товариші повірили, що він справді мертвий.
- У пісні Аннет Дюшарм «Moral» вона посилається на спів Березневого Зайця: «Але ти несамовитий, як Березневий Заєць, що біжить».